# Alexandrova rozhledna
Alexandrova rozhledna (lidově též Alexandrovka) je kamenná stavba, která se tyčí nad adamovským údolím na západním výběžku hřbetu Nad Střelčím (527 m) v Moravském krasu, na severozápadě katastru obce Babice nad Svitavou, na původním místě zaniklého dřevěného vyhlídkového pavilonu.

## Historie
Autorem projektu rozhledny byl architekt Oscar Mratschek, stavbu provedla firma Martina Fleischhackera za 15 000 zlatých. Rozhledna byla turistům zpřístupněna 4. září 1887. Své jméno získala po předsedovi brněnské sekce Rakouského turistického klubu Alexandru Suchánkovi, který se stal velkým propagátorem výstavby Alexandrovy rozhledny. Věž měla dřevěný vyhlídkový ochoz a plechovou jehlancovou střechu s korouhvičkou vysokou 15 metrů.
Za druhé světové války byla věž pobořena. V 70. letech došlo k její celkové opravě a na střeše rozhledny byl instalován televizní převaděč pro Adamov. Zároveň zde byl umístěn žebřík a železný ochoz umožňující výhled do krajiny. Ten se otevírá zejména jižním směrem a kromě samotného Adamova je vidět velká část Brna a Pálavské vrchy; za extrémně dobré viditelnosti, která nastává jen několikrát ročně, je možné vidět vrcholky Alp. Z dobových fotografií vyplývá, že v době vzniku rozhledny nebránila rozhledu žádná vegetace. Postupem času se však kvůli vysokým stromům zcela uzavřel výhled na sever a částečně i na údolí Svitavy a město Adamov.
V průběhu roku 2007 byla věž uzavřena z důvodu havarijního stavu vyhlídkového ochozu a od července 2008 byla prováděna rekonstrukce s rozpočtem 3,7 mil. korun, na kterou byla čerpána dotace z fondů EU a řada dárcovských a sponzorských podpor. Věž byla zvýšena o osm metrů oproti původní výšce a téměř se podařilo docílit původního záměru dosáhnout opět bezchybného výhledu všemi směry. Rozhledna se stala novou dominantou města Adamova a velkým turistickým lákadlem této části Moravského Švýcarska. K znovuotevření rozhledny došlo 16. května 2009.
Přestože se rozhledna nachází v katastru obce Babice nad Svitavou, je majetkem města Adamova, které spolufinancovalo její renovaci v roce 2009. Roku 2014 bylo na Alexandrovu rozhlednu nainstalováno noční nasvětlení, které je, vzhledem k omezením daným správou CHKO, možné provozovat jen mimo platnost letního času.

## Vysílač na rozhledně

### Televize
Alexandrova rozhledna je též využívána jako televizní vysílač. Šíří následující multiplexy:
|        | Multiplex         | Kanál | Kmitočet | Výkon (ERP) | Polarizace   |
| ------ | ----------------- | ----- | -------- | ----------- | ------------ |
| DVB-T2 | Multiplex 24      | 44    | 658 MHz  | 0,003 kW    | horizontální |
| DVB-T  | Regionální síť 15 | 32    | 562 MHz  | 0,001 kW    | horizontální |